# تسلسل إكسوم

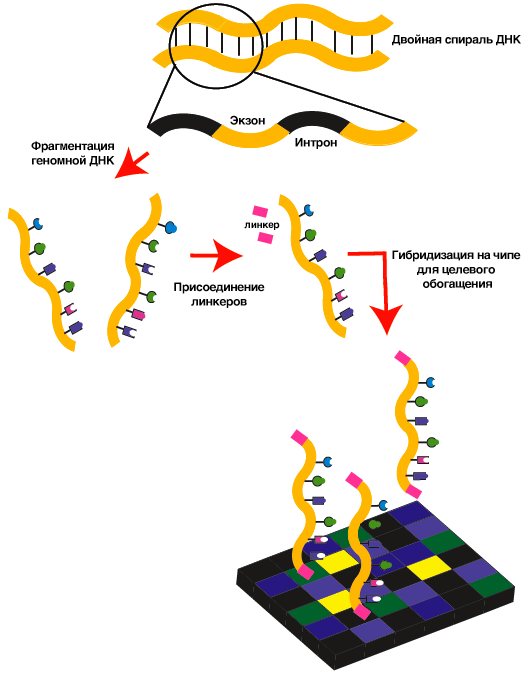

تسلسل إكسوم، يُعرف أيضًا بتسلسل إكسوم الكامل. تقنية هندسة وراثية تستخدم للتحكم بتسلسل جميع مناطق تشفير البروتين للجينات في الجينوم المعروف باسم الإكسوم، وتتكون هذه التقنية من خطوتين. تتمثل الخطوة الأولى باختيار القسم المسؤول عن تشفير البروتينات من الحمض النووي، وتُعرف هذه المناطق باسم الإكسونات. يمتلك البشر حوالي 180 ألف إكسون وتشكل حوالي 1% من كامل الجينوم البشري، والخطوة الثانية إعادة تسلسل الحمض النووي الخارجي باستخدام تقنيات فائقة التعقيد.
تهدف هذه التقنية لتحديد المتغيرات الجينية التي تساهم في تغيير تسلسل البروتين بتكلفة أقل بكثير من تسلسل الجينوم الكامل. يمكن أن تكون هذه المتغيرات مسؤولة عن العديد من الأمراض الوراثية الشائعة التي تنتقل بطريقة مندلية أو عن طريق الوراثة متعددة الجينات مثل الزهايمر، ولذلك استخدمت هذه التقنية في كل من البحث الأكاديمي والتشخيص السريري.

## الهدف والمقارنة مع الأساليب الأخرى
تعتبر تقنية تسلسل الإكسوم فعالة بشكل خاص في دراسة الأمراض الوراثية التي تنتقل بطريقة مندلية، لأنها تعتبر طريقة فعالة لتحديد المتغيرات الجينية في جميع جينات الفرد. تحدث هذه الأمراض غالبًا بسبب متغيرات جينية نادرة جدًا لا تتواجد إلا في عدد قليل جدًا من الأفراد، في حين يمكن لتقنيات أخرى أن تكتشف فقط المتغيرات الجينية المشتركة الشائعة لدى عدد كبير من الأفراد، ومع أن التركيز على 1% فقط من الجينوم البشري يكلف جهدًا ووقتًا أقل بكثير من تسلسل الجينوم الكامل لكنه يكشف عن نسبة كبيرة من المتغيرات الجينية.
كانت الاختبارات الجينية السريرية في الماضي تُختار بناءً على الأعراض السريرية للمريض وبالتالي فهي تركز على جين واحد أو عدد صغير من الجينات التي ترتبط بمتلازمة معينة تحدث فيها هذه الأعراض السريرية، ولذلك كانت هذه الاختبارات تصل لنتائج تشخيصية دقيقة في أقل من نصف الحالات. أما اليوم فتستخدم تقنية تسلسل الإكسوم بشكل متزايد لاستكمال الاختبارات الأخرى بهدف العثور على الطفرات في جينات معروفة بأنها تسبب مرضًا معينًا، ولتحديد الجينات الجديدة من خلال مقارنة الإكسومات عند المرضى الذين لديهم أمراض مماثلة.

## مقارنة مع التقنيات الأخرى
هناك العديد من التقنيات المتوافرة حاليًا التي يمكن بواسطتها تحديد المتغيرات الجينية، ولكل تقنية من هذه التقنيات سلبيات وإيجابيات من الناحية الفنية والمادية.
أشهر هذه التقنيات:
- التنميط الجيني المعتمد على المصفوفات الدقيقة
- تسلسل الجينوم الكامل.

### التنميط الجيني المعتمد على المصفوفات الدقيقة
تعتمد المصفوفات الدقيقة على التهجين لاختبار انتشار تسلسل الحمض النووي، وبالتالي لا يمكن استخدامها لتحديد التغيرات الجينية غير المتوقعة، بينما توفر تقنيات التسلسل عالية الإنتاجية المستخدمة في تقنية تسلسل الإكسوم التسلسلات النوكليوتيدية للحمض النووي في آلاف المواقع الخارجية التي تخضع للدراسة.
تجدر الإشارة هنا إلى أن تقنية تسلسل الإكسوم أكثر كلفة من التقنيات التي تعتمد على التهجين على أساس كل عينة، إلا أن تكلفتها المرتفعة تتناسب مع زيادة إنتاجيتها.

### تسلسل الجينوم الكامل
يمكن لتقنية تسلسل إكسوم أن تحدد المتغيرات الموجودة في منطقة ترميز الجينات التي تؤثر على وظيفة البروتينات فقط، وبالتالي تكون غير قادرة على تحديد المتغيرات الهيكلية أو المتغيرات غير المشفرة المرتبطة بالمرض، والتي يمكن اكتشافها باستخدام طرق أخرى مثل تسلسل الجينوم الكامل. في الحقيقة 99% من الجينوم البشري لا تغطيه تقنية تسلسل الإكسوم، مع ذلك من النادر استخدام تسلسل الجينوم الكامل عمليًا في الأبحاث السريرية في الوقت الحالي بسبب تكاليفه المرتفعة والوقت الطويل الذي تتطلبه هذه التقنية.
تسمح تقنية تسلسل الإكسوم بإجراء تسلسل لأكثر من 20 ضعفًا من عينات الجينوم مقارنة بتقنية تسلسل الجينوم الكامل باستخدام نفس التكلفة، وإذا أردنا ترجمة المتغيرات الجينية النادرة وتفسير نتائجها السريرية فالآراء تتفق حاليًا على أن تقنية تسلسل الإكسوم هي أكثر فعالية وقيمة من تقنية تسلسل الجينوم الكامل.

## تحليل البيانات
يمثل التحليل الإحصائي للكمية الكبيرة من البيانات الناتجة عن تقنيات التسلسل تحديًا حقيقيًا للباحثين. حتى إذا استخدمنا تقنية تسلسل الإكسوم فقط فسنحصل على كمية كبيرة جدًا من البيانات ومعلومات التسلسل تتطلب قدرًا كبيرًا من التحليل. ومن أهم التحديات المرتبطة بتحليل هذه البيانات التغييرات في البرامج التي تستخدم للتحليل وتجميع القراءات المتسلسلة. بالإضافة لذلك تمتلك تقنيات التسلسل المختلفة أيضًا معدلات خطأ متباينة ويمكن أن يخلق ذلك تحديات كبيرة عند مقارنة النتائج التي نحصل عليها من تقنيات التسلسل المختلفة.
ترتبط النتائج الإيجابية الكاذبة والسلبية الكاذبة بتقنيات إعادة التسلسل الجينومي، وقد طوَّر الباحثون بعض الاستراتيجيات لتحسين جودة بيانات إكسوم مثل:
- مقارنة نتائج المتغيرات الجينية المحددة باستخدام طريقتي تسلسل الإكسوم والتنميط الجيني المعتمد على المصفوفات الدقيقة.
- مقارنة تسلسل الجينات مع الاضطراب السريري الموجود.
- مقارنة تسلسل الجينات عند الأفراد المصابين مع تسلسل الجينات مع الأفراد الطبيعيين.

يبدو واضحًا أن الاضطرابات المتنحية النادرة لن يكون لها تسلسل معروف في قواعد البيانات العامة، في حين قد تحتوي الأنماط الظاهرية المتنحية الأكثر شيوعًا على متغيرات تسبب أمراضًا معروفة مثل التليف الكيسي الذي يحدث عند 3% من البشر، وقد يؤدي فحص المتغيرات إلى استبعاد مثل هذه الجينات عن طريق الخطأ.
يكون تحديد الاضطرابات المتنحية أسهل عادة من تحديد الاضطرابات السائدة لأن الجينات تكون في هذه الحالة أقل احتمالية لامتلاك أكثر من متغير نادر. يعتبر التباين الجيني والعرقي من القيود الرئيسية أيضًا لأنها قد تزيد من عدد النتائج الإيجابية الكاذبة والسلبية الكاذبة والتي ستجعل تحديد الجينات المرشحة أكثر صعوبة. يمكن تقليل صرامة القيود في ظل وجود عدم التجانس واختلاف العرق، ولكن هذا سيقلل من القدرة على اكتشاف المتغيرات أيضًا. قد يوفر استخدام تقنية التنميط الجيني حلًا للتغلب على هذه القيود.

## الآثار الأخلاقية
لقد غيرت التقنيات الجديدة في علم الجينوم الطريقة التي يتعامل بها الباحثون مع بحوثهم بشكل كامل، ومن الممكن تحسين البيانات كمًا ونوعًا عن طريق تقنية تسلسل الإكسوم.
هل ينبغي السماح للأفراد في هذه الدراسات بالوصول إلى معلومات التسلسل الخاصة بهم؟ هل يجب مشاركة هذه المعلومات مع شركات التأمين؟ يمكن أن تؤدي هذه البيانات إلى نتائج غير متوقعة وتعقد موضوع المنفعة السريرية وتحقيق الفائدة للمريض. لا يزال هذا المجال من علم الجينوم يمثل تحديًا ويبحث الباحثون في كيفية معالجة هذه الأسئلة والوصول لأفضل الحلول.

## اكتشاف الاضطرابات الوراثية المندلية
تشير النتائج حتى الآن إلى أنه في الاضطرابات الوراثية المندلية يوجد واحد أو أكثر من المتغيرات داخل جينات الترميز التي تكون سبب الحالة بكاملها، وبسبب شدة هذه الاضطرابات يُفترض أن المتغيرات السببية القليلة نادرة للغاية عند البشر، ولن تكتشف عن طريق أي فحص معياري للتنميط الجيني، في حين يوفر تسلسل الإكسوم تقنيات متنوعة ضرورية لفصل المتغيرات الحقيقية عن التشويش وبالتالي اكتشاف الاضطرابات الوراثية المندلية بدقة.